# Francisco Macián
Francisco Macián Blasco (Barcelona, 1 de diciembre de 1929 - 23 de octubre de 1976) fue un director de cine e historietista español.

## Biografía
En 1955 fundó en Barcelona junto con Jaime Papaseit los Estudios Macián. Los estudios estaban dedicados prácticamente en exclusiva a la realización de anuncios publicitarios de dibujos animados. Tal vez el más conocido sea el de "La canción del Cola-Cao".
En 1966 estrena El mago de los sueños, considerada como la mejor película de dibujos animados realizada en España hasta la fecha.
También fue el inventor del sistema M-Tecnofantasy, con el cual las imágenes reales se transformaban prácticamente en cómic, como se puede ver en el clip final de la película de 1968 protagonizada por Los Bravos ¡Dame un poco de amooor...! o en el anuncio de Licor 43 (ven a Pilé 43).
Fue también presidente del Club DHIN (1972-1979), dedicado a la defensa de los intereses gremiales.
En 1974 dirigió la película Memoria o Las bestias no se miran al espejo, en la cual se incluían fragmentos con la técnica del M-Tecnofantasy.

## Obra
Historietística
| Años | Título                 | Tipo            | Publicación      |
| ---- | ---------------------- | --------------- | ---------------- |
| 1947 | El mundo se ríe        | Serie colectiva | Pulgarcito       |
| 1949 | Cuento de Hadas        | Serial          | Ibero Americanas |
| 1950 | El Ratoncito Vagabundo | Serie           | Topolino         |
| 1950 | El Conejito Peter      | Serie           | Florita          |
| 1950 | El Conejito Pito       | Serie           | Lupita           |